# کراسنی یار (شهرستان ملئوزوفسکی، باشقیرستان)
کراسنی یار (انگلیسی: Krasny Yar, Meleuzovsky District, Republic of Bashkortostan) یک شهرک در شهرستان ملئوزوفسکی استان باشقیرستان کشور روسیه است.